# Sean Payne
Sean Payne, rodným jménem Sean Francis Caleb Payne (* 1978 v Liverpoolu) je bubeník britské indie - alternative rock kapely The Zutons.

## Život
Sean Payne pochází z hudební rodiny. Jeho oba sourozenci jsou spjati s muzikou. Jeho sestra Candie Payne je sólovou zpěvačkou a bratr Howie Payne působí v dalším liverpoolském hudebním uskupení - The Stands - jako zpěvák. Payne je zasnoubený s Abi Hardingovou, kolegyní z kapely The Zutons, s kterou se znal ještě před tím, než se stala saxofonistkou skupiny.